# 孟德斯鸠吉托
孟德斯鸠吉托（法語：Montesquieu-Guittaut，法語發音：[mɔ̃tɛskjø ɡito]）是法国上加龙省的一个市镇，属于圣戈当区。

## 地理
孟德斯鸠吉托（43°20'17"N, 0°46'28"E）面积10.06 平方千米，位于法国奧克西塔尼大區上加龙省，该省份为法国西南部内陆省份，西南端与西班牙接壤，自此顺时针与上比利牛斯省、热尔省、塔恩-加龙省、塔恩省、奥德省和阿列日省接壤。
与孟德斯鸠吉托接壤的市镇（或旧市镇、城区）包括：阿南、蒙贝尔纳、佩吉扬、皮莫兰、科曼日地区圣费雷奥尔、圣洛朗。
孟德斯鸠吉托的时区为UTC+01:00、UTC+02:00（夏令时）。

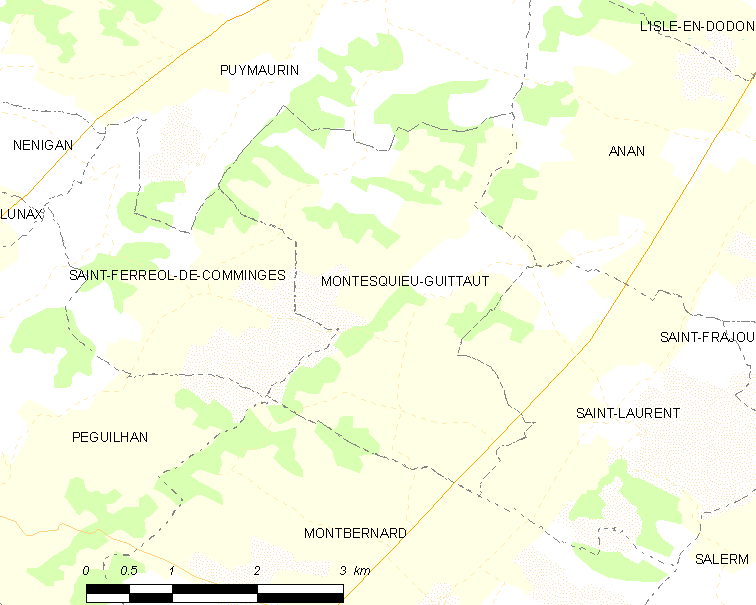
孟德斯鸠吉托的OSM定位图

## 行政
孟德斯鸠吉托的邮政编码为31230，INSEE市镇编码为31373。

## 政治
孟德斯鸠吉托所属的省级选区为卡泽尔县。

## 人口

1962-2008年间孟德斯鸠吉托人口变化图示

孟德斯鸠吉托于2022年1月1日时的人口数量为171人。